# レイクカウンティ・キャプテンズ
レイクカウンティ・キャプテンズ(Lake County Captains)は、MiLB、A（シングルA）ミッドウェストリーグ東地区所属の野球チーム。本拠地はオハイオ州レイク郡イーストレイクにあるクラシック・パーク。1991年の創設からMLB・クリーブランド・ガーディアンズ傘下のチームとして活動している。

## 歴史
1991年、サウス・アトランティックリーグに新規参入するチームとして、ジョージア州コロンバスを本拠とする「コロンバス・インディアンス」が創設され、クリーブランド・インディアンスと提携した。
1992年にチーム名を「コロンバス・レッドスティックス」に改名。
2003年にオハイオ州レイク郡イーストレイクへ移転。チーム名も「レイクカウンティ・キャプテンズ」に改名した。
2010年から同じA級であるミッドウェストリーグの東地区に編入。前期優勝のタイトルを獲得し、編入初年度でリーグ優勝を果たした。
2013年はリーグ16位に沈み、オフの12月20日に首脳陣の総入れ替えを発表。新監督にはマーク・バドジンスキー、投手コーチにはリゴ・ベルトラン、打撃コーチにはショーン・ラーキンが就任した。

## 選手名鑑

### 現役選手
| 投手 - 8 ショーン・ブレディ (Sean Brady) - 16 ルーク・ユーバンク (Luke Eubank) - 35 デルヴィー・フランシスコ (Delvy Francisco) - 40 ジャスティン・ガルシア (Justin Garcia) - 45 カレブ・ハムリック (Caleb Hamrick) - 15 キャメロン・ヒル (Cameron Hill) - 34 ジュリアン・メリーウェザー (Julian Merryweather) - 39 ジョーダン・ミルブレイス (Jordan Milbrath) - -- ルイス・モレル (Luis Morel)*** - 23 トーマス・パノン (Thomas Pannone) - 38 ニック・パスクアーレ (Nick Pasquale) - 36 アンダーソン・ポランコ (Anderson Polanco) - 24 ジャスティス・シェフィールド (Justus Sheffield) - 37 デビッド・スピア (David Speer) - -- マット・ホワイトハウス (Matt Whitehouse)** | 投手 - 8 ショーン・ブレディ (Sean Brady) - 16 ルーク・ユーバンク (Luke Eubank) - 35 デルヴィー・フランシスコ (Delvy Francisco) - 40 ジャスティン・ガルシア (Justin Garcia) - 45 カレブ・ハムリック (Caleb Hamrick) - 15 キャメロン・ヒル (Cameron Hill) - 34 ジュリアン・メリーウェザー (Julian Merryweather) - 39 ジョーダン・ミルブレイス (Jordan Milbrath) - -- ルイス・モレル (Luis Morel)*** - 23 トーマス・パノン (Thomas Pannone) - 38 ニック・パスクアーレ (Nick Pasquale) - 36 アンダーソン・ポランコ (Anderson Polanco) - 24 ジャスティス・シェフィールド (Justus Sheffield) - 37 デビッド・スピア (David Speer) - -- マット・ホワイトハウス (Matt Whitehouse)** | 捕手 - 25 マルティン・セルヴェンカ (Martin Cervenka) - 22 フランシスコ・メヒア (Francisco Mejia) 内野手 - 44 ボビー・ブラッドリー (Bobby Bradley) - 13 張育成 (Yu-Cheng Chang) - 33 グラント・フィンク (Grant Fink)** - 12 ヨナサン・メンドーサ (Yonathan Mendoza) - 28 スティーブン・パターソン (Steven Patterson) - 11 オルドマル・バルデス (Ordomar Valdez) 外野手 - 6 グレッグ・アレン (Greg Allen) - 30 デビッド・アルメンダリズ (David Armendariz) - 7 ボビー・アイソン (Bobby Ison) - 9 テイラー・マーフィー (Taylor Murphy) - 26 アンソニー・サンタンダー (Anthony Santander) | 捕手 - 25 マルティン・セルヴェンカ (Martin Cervenka) - 22 フランシスコ・メヒア (Francisco Mejia) 内野手 - 44 ボビー・ブラッドリー (Bobby Bradley) - 13 張育成 (Yu-Cheng Chang) - 33 グラント・フィンク (Grant Fink)** - 12 ヨナサン・メンドーサ (Yonathan Mendoza) - 28 スティーブン・パターソン (Steven Patterson) - 11 オルドマル・バルデス (Ordomar Valdez) 外野手 - 6 グレッグ・アレン (Greg Allen) - 30 デビッド・アルメンダリズ (David Armendariz) - 7 ボビー・アイソン (Bobby Ison) - 9 テイラー・マーフィー (Taylor Murphy) - 26 アンソニー・サンタンダー (Anthony Santander) |
| * 40人ロースター ** DL入り *** 制限選手 2015年7月19日更新 [公式サイト(英語)より：ロースター] | | | |